# Institutul Euro-Chinez pentru Energii Curate și Regenerabile
Institutul Euro-Chinez pentru Energii Curate și Regenerabile (CE-ICARE; în chineză simplificată  中欧清洁与可再生能源学院) este o instituție de învățământ superior si de cercetare fondată în iulie 2010, cu sediul în campusul universității de Știinte si Tehnologii HuaZhong, în Wuhan (provincia Hubei, China). ICARE este al treilea institut euro-chinez creat in China, după Școala Euro-Chineză de Comerț Internațional din Shanghai, creată în 1984 (inițial cunoscută sub numele de Institutul Euro-Chinez de Management) și Școala Euro-Chineză de Drept din Beijing creată în 2008.
Crearea institutului ICARE este rezultatul unui acord semnat în 2009 de către comisarul european pentru Relații Internaționale, Doamna Benita Ferrero-Walder, și Domnul Gao Hucheng, ministrul chinez al Comerțului Exterior, în cadrul colaborării euro-chineze pentru protecția mediului înconjurător și pentru lupta împotriva schimbării climatice.
Misiunea acestui institut este de a ajuta China să implementeze activități manageriale și tehnologice ce au ca scop reducerea consumului de carburanți fosili și limitarea emisiilor de CO2, favorizându-se astfel folosirea energiilor regenerabile și ameliorându-se eficacitatea energetică.

## Institutul ICARE
Institutul ICARE, a cărui ambiție este sa devină un institut de referință în domeniul energiilor regenerabile și al eficacității energetice din China, oferă, atât studenților cât și cadrelor și inginerilor chinezi, un învățământ și o expertiză de nivel ridicat. Pentru aceasta, Institutul lucrează în parteneriat cu un consorțiu de universități și școli de inginerie compus din 7 membri europeni și 3 membri chinezi.
- Franța
  - ParisTech Arhivat în 15 noiembrie 2010, la Wayback Machine. (4 dintre cele 12 Școli de inginerie și de comerț ce fac parte din Paris Tech)
    - Mines ParisTech (coordonator al proiectului)
    - Școala Politehnică
    - Chimie ParisTech Arhivat în 20 ianuarie 2013, la Wayback Machine.
    - ENSTA ParisTech

  - Universitatea din Perpignan Arhivat în 1 aprilie 2013, la Wayback Machine.
  - Oficiul International al Apei Arhivat în 30 septembrie 2013, la Wayback Machine. (OIE)
- Spania
  - Universitatea din Saragosa Arhivat în 2 aprilie 2013, la Wayback Machine.
- Regatul Unit
  - Universitatea Northumbria
- Grecia
  - Universitatea politehnică din Atena Arhivat în 4 aprilie 2013, la Wayback Machine.
- Italia
  - Universitatea Sapienza din Roma
- China
  - Universitatea de Științe și Tehnologii HuaZhong din Wuhan
  - Universitatea de Tehnologie din Wuhan Arhivat în 31 martie 2013, la Wayback Machine.
  - Univesitatea de Sud-Est din Nanjing Arhivat în 1 aprilie 2013, la Wayback Machine.

## Programele Institutului

### Diploma de Master Energii Curate si Regenerabile
Este o diplomă de Master dublă : Masterul în « Științele și Tehnologiile energiei » al universității de Științe și Tehnologii HuaZhong (HUST) și Masterul « Energii Curate și Regenerabile » al ParisTech (CARE Arhivat în 26 august 2014, la Wayback Machine.), destinat studenților ce au obținut deja o diplomă în domeniul ingineriei sau într-un alt domeniu pertinent din punct de vedere științific, în discipline în care China duce o lipsă acută de cadre și ingineri calificați. Limba de predare este engleza, majoritatea profesorilor fiind europeni, însă sunt și profesori chinezi. Domeniile de studiu sunt energia solara (fotovoltaică și termică), energia eoliană, biomasa, geotermia, hidrogen și stocarea de energie, precum și eficacitatea energetică. În ultimele șase luni ale Masterului, studenții  au oportunitatea de a pune în practică cunoștințele teoretice, efectuând un stagiu de cercetare într-un laborator din China sau din Europa. Actuelmente, 160 de studenți urmeaza cursurile de Master (Master 1 și Master 2). Prima promoție a obținut diploma (Master dublu Paris Tech și HuaZhong) pe 15 martie 2013.

### Formare Continuă pentru cadre și ingineri
Pentru a răspunde nevoilor de formare a cadrelor (manageri, ingineri etc) din companiile chineze și internaționale din domeniul energiilor curate și regenerabile, ICARE dezvoltă actualmente o platformă dedicată formării continue. Programe scurte de formare de înalt nivel și concepute în funcție de nevoile exprimate, sunt dezvoltate, pe de-o parte, de către experții din universitățile și școlile de inginerie partenere ale consorțiului, dar și de către întreprinderi specializate. Primele sesiuni de formare au avut loc în ianuarie 2013, având ca subiect tehnologiile energiei fotovoltaice.

## Platforma de Cercetare
O Platforma de Cercetare (PR) este actualmente în curs de dezvoltare pentru a facilita schimburile de doctoranzi și supervizarea acestora de către universitățile europene și chineze. Platforma de Cercetare reprezintă de asemenea o modalitate de a facilita contactele, întâlnirile și demararea de proiecte comune între profesorii europeni, în timpul perioadei de predare a acestora în China, și profesorii chinezi. În fiecare an, specialiști europeni de renume internațional dau conferințe la institului ICARE.